# بولیانه
بولیانه (به صربی: Buljane) یک روستا در صربستان است که در ناحیه پوموراولیه واقع شده‌است.
 بولیانه  ۱٬۵۴۵ نفر جمعیت دارد.